# Soprintendenza archivistica e bibliografica della Lombardia
La Soprintendenza archivistica e bibliografica della Lombardia (SAB-LOM) è una delle 16 Soprintendenze istituite dal Ministero della cultura. Prima di assumere questa denominazione era definita Soprintendenza archivistica della Lombardia, ma con il decreto ministeriale 44, del 23 gennaio 2016, le sono stati attribuiti compiti e funzioni della Soprintendenza ai beni librari della regione Lombardia, modificandone la denominazione. 
L'attuale sede della Soprintendenza archivistica e bibliografica della Lombardia è a Milano, in via Senato 10, presso il Palazzo del Senato, ex collegio elvetico, in cui ha sede anche l'Archivio di Stato di Milano.
Le principali funzioni della Soprintendenza sono tutela e vigilanza su archivi appartenenti ad enti pubblici territoriali e non territoriali, su archivi privati o singoli documenti di proprietà privata aventi particolare interesse culturale, infine beni bibliografici non statali situati nel territorio di competenza. Oltre queste funzioni, si occupa anche di promozione e valorizzazione sui beni vigilati. 

## Sede
La sede della Soprintendenza archivistica e bibliografica della Lombardia fu, dagli anni cinquanta del 1900, in Palazzo del Senato, ex collegio elvetico fondato nel 1579 da Carlo Borromeo, arcivescovo di Milano, con lo scopo di creare un centro per la formazione del clero secolare elvetico. L'edificio ha una lunga storia e vede l'inizio dei lavori nel 1608, con il cardinale e arcivescovo di Milano Federico Borromeo. La struttura subì moltissimi interventi tra il 1613 e il 1865, anno in cui venne adibita a sede per l'Archivio di Stato di Milano. Inizialmente l'Archivio di Stato condivise tali spazi con altre istituzioni, divenendo esclusivo nel 1886. Solo a seguito del restauro dovuto ai danni provocati dalla Seconda Guerra Mondiale, il palazzo poté accogliere gli uffici della Soprintendenza archivistica della Lombardia.
Dal luglio 2003 al giugno 2015, la Soprintendenza archivistica e bibliografica della Lombardia ebbe sede in Palazzo Litta, situato in Corso Magenta, struttura emblematica per il periodo barocco a Milano. Attualmente questo luogo ospita il Segretario regionale del MiC per la Lombardia, il Polo Museale Regionale della Lombardia e la Soprintendenza Archeologica, Belle Arti e Paesaggio per la città metropolitana di Milano.
Dal giugno 2015 la Soprintendenza archivistica tornò nella sede di Palazzo del Senato, nell'omonima via. 

## I Soprintendenti dal 1975
- Giovanni Praticò, 1975 - 1978;
- Ugo Fiorina, 1978 - 1979;
- Giuseppe Scarazzini, 9 maggio 1979 - febbraio 1990;
- Andreina Bazzi, 1990 - aprile 2001;
- Marina Messina, 2001 - agosto 2009;
- Maurizio Savoja, 2009 - 2018;
- Annalisa Rossi, giugno 2018 - oggi.

## Funzioni e compiti

### Tutela e vigilanza
Tutela e vigilanza sono le primarie funzioni che la Soprintendenza archivistica e bibliografica esercita in ambito regionale su complessi documentari e librari di grande varietà, aventi interesse storico ed in particolare su archivi e biblioteche. 
Di enti pubblici territoriali, ossia:
- regioni;
- province;
- comuni.

Di enti pubblici non territoriali, quali:
- istituzioni scolastiche e università;
- aziende sanitarie locali e aziende ospedaliere;
- INPS;
- INAIL;
- ACI;
- Banca d'Italia;
- agenzia delle entrate.

Per quanto riguarda i documenti di enti privati, deve essere stata effettuata la dichiarazione di interesse culturale, ai sensi del decreto legislativo 42, articolo 13, affinché diventino beni culturali, ai sensi del decreto legislativo 42, articolo 10.

### Valorizzazione
In coerenza con il Codice dei beni culturali e del paesaggio, ai sensi dell'articolo 7, la funzione di valorizzazione si realizza su beni pubblici, operata dal Ministero, dalle regioni e dagli altri enti pubblici territoriali, secondo principi di coordinamento, armonizzazione ed integrazione delle attività relative.
Come progetti di valorizzazione, la Soprintendenza archivistica e bibliografica della Lombardia, sulla base di accordi o per propria iniziativa, si occupa di censire, riordinare e inventariare archivi pubblici e privati della regione, aventi particolare interesse storico, quali archivi di teatri, di architettura, d'impresa e di psicologia. 

### Intese e accordi
Secondo un accordo tra il Ministero della Cultura e la Conferenza Episcopale Italiana del 18 aprile 2000, la Soprintendenza archivistica e bibliografica della Lombardia si occupa di tutela e salvaguardia degli archivi e delle biblioteche degli enti ecclesiastici, ossia vescovili, capitolari e parrocchiali.

### Procedimenti
Come chiarito sul sito ufficiale della Soprintendenza archivistica e bibliografica della Lombardia, i procedimenti sono:
- Dichiarazione di interesse storico;
- Scarto di beni archivistici e librari;
- Spostamento e trasferimento;
- Comodato, deposito e donazione;
- Prestito per mostre ed esposizioni;
- Restauro;
- Alienazione ed esportazione di beni archivistici e librari;
- Autorizzazione ai progetti.

## Struttura
La Soprintendenza archivistica e bibliografica della Lombardia presenta tale struttura:
- Direzione;
- Ufficio per le relazioni con il pubblico;
- Attività di vigilanza per area geografica;
- Coordinamento attività di vigilanza su particolari tipologie di archivi e coordinamento particolari tipologie di procedimento;
- Attività relative a beni librari, biblioteche pubbliche, ecclesiastiche e private;
- Mercato antiquario e Ufficio Esportazione;
- Uffici e servizi;
- Ispettore onorario.

## Attività di valorizzazione
La Soprintendenza archivistica e bibliografica della Lombardia, compatibilmente con le risorse finanziarie, promuove, indipendentemente o tramite accordi con altre istituzioni, dei progetti legati al riordino, al censimento e all’inventariazione di archivi pubblici e privati, situati nella regione di azione, intendendo un senso di valorizzazione degli stessi. 

### Archivi dei teatri
Questo progetto vuole testimoniare la produzione di fonti archivistiche nate dai teatri lombardi, considerando sia i documenti artistici e tecnici, quali copioni, locandine, bozzetti e figurini, sia la documentazione storica legata all’amministrazione. Sono stati presi in oggetto dei teatri di prosa presenti sul territorio regionale che, tra il 2013 ed il 2014, sono stati censiti, su promozione e finanziamento del Ministero della cultura, in collaborazione con la Regione Lombardia e la Fondazione Mondadori. In questa fase sono state redatte delle schede descrittive di 27 complessi archivistici, 34 soggetti produttori e 20 soggetti conservatori. Questi dati sono stati riportati il 24 gennaio 2015 al Piccolo Teatro di Milano e, tali schede, sono state pubblicate successivamente online, con la collaborazione del Politecnico di Milano. Di ogni complesso archivistico censito è stata definita la consistenza, il contenuto, gli estremi cronologici, la storia archivistica e la gestione del patrimonio documentario. 

### Archivi di architettura
Archivi di architettura è un progetto che nasce da un'iniziativa chiamata "Gli archivi di architettura", proposta dalla Direzione Generale per gli Archivi (DGA) e si occupa di censire gli archivi di architetti situati sul territorio nazionale. Nel territorio lombardo, questo progetto vede l’adesione della Soprintendenza archivistica e bibliografica della Lombardia e del Politecnico che, tra il 1998 e il 2003, hanno individuato 138 archivi privati e di istituzioni. Tra il 2002 e il 2003 sono entrati a far parte di questo progetto il Comune di Milano e la Triennale, per promuovere la conservazione dei documenti di interesse storico per l’architettura presso il Centro di Alti Studi sulle Arti Visive (CASVA), il quale ha anche pubblicato un volume dedicato a questo censimento, intitolato “Censimento delle fonti – gli archivi di architettura in Lombardia”. I dati desunti sono stati introdotti nel Sistema Informativo Unificato per le Soprintendenze Archivistiche (SIUSA). Tra il 2011, anno della sottoscrizione della convenzione tra Politecnico e Soprintendenza archivistica e bibliografica della Lombardia, e il 2017, si è svolto un lavoro di aggiornamento su questi censimenti. Nel contempo, nel 2012, è stato aperto un portale specifico nel Sistema Archivistico Nazionale (SAN).

### Archivi d'impresa
Archivi d’impresa è un progetto promosso a livello nazionale dalla Direzione Generale degli Archivi, con la finalità di contribuire alla ricostruzione della storia economica e del cambiamento portato dalle imprese tra il XIX e il XX secolo. Così come per gli archivi di architettura, anche per gli archivi d'impresa è stato creato un portale specifico nel Sistema Archivistico Nazionale e i vari censimenti sono stati registrati nel SIUSA. Gran parte dei censimenti registrati risultano nel territorio lombardo e perciò è evidente il ruolo della Soprintendenza archivistica e bibliografica della Lombardia, con quasi la metà dei soggetti produttori censiti, in quanto notevole è la vocazione imprenditoriale nella suddetta regione. Quindi, nel territorio della Lombardia, è evidente il lavoro di conservazione e valorizzazione rivolto alle attività delle imprese. Nel 2008 il Ministero ha attuato una convenzione con il Centro per la cultura d’Impresa, nato dalla Camera di commercio di Milano, per lavorare a stretto contatto con la Soprintendenza locale, promuovendo lo specifico patrimonio documentale. 

### Archivi della psicologia
Tale progetto nasce da una collaborazione tra la Direzione Generale per gli Archivi e l'Archivio Storico della Psicologia Italiana (ASPI), centro interdipartimentale dell'Università di Milano - Bicocca, portando alla luce 200 archivi. Notevole è il lavoro della Soprintendenza archivistica e bibliografica della Lombardia, in particolare nella prima fase di censimento, conclusasi nel 2011, in quanto fu la prima collaboratrice del progetto. Anche in questo caso il portale SIUSA è stato arricchito dai censimenti eseguiti.

### Carte da legare
Progetto attuato su scala nazionale tramite la Direzione Generale per gli Archivi, con la volontà di salvaguardare e valorizzare il patrimonio archivistico degli ex ospedali psichiatrici. "Carte da legare" si propone come specifico lavoro di riordino e inventariazione, registrato nel portale SIUSA, degli archivi di quelli che un tempo venivano definiti manicomi. Nel 2010 la Soprintendenza archivistica e bibliografica della Lombardia ha realizzato un censimento generale di tutti i fondi degli ex istituti psichiatrici situati sul territorio regionale, ponendo particolare attenzione sulla documentazione sanitaria costituita dalle cartelle cliniche, contribuendo ampiamente a creare materiale per il progetto. 

### Catalogazione manoscritti musicali
Un progetto datato dicembre 2020 riguarda la catalogazione dei manoscritti musicali presenti nell’Archivio della Veneranda Fabbrica del Duomo di Milano, all'interno del sistema ManusOnLine, ossia una database che comprende i censimenti di manoscritti delle biblioteche italiane. Si tratta di un progetto finanziato dalla Direzione generale Biblioteche e diritto d’autore e coordinato dalla SAB-LOM, con la finalità di valorizzazione di tali opere. 

### Pagine social
La Soprintendenza archivistica e bibliografica della Lombardia è attiva anche sulle pagine social di Facebook, con la specifica pagina, e You Tube, con un canale dedicato.